# Gottlieb Schwemmer
Gottlieb Schwemmer (* 1. Juni 1889 in Osternohe; † 5. Juni 1959) war ein deutscher Oberbaurat und im Jahr 1933 für kurze Zeit Bürgermeister von Freising.

## Leben
Der aus der Nähe von Nürnberg stammende Schwemmer studierte an der Technischen Hochschule München und gehörte seit 1909 der Münchener Burschenschaft Danubia an. Er war seit 1923 am Freisinger Landbauamt tätig. Hier wurde er durch die Planung eines Hörsaalgebäudes in Weihenstephan bekannt. Im Februar 1933 konnten die Freisinger einen Aufsatz von ihm in der örtlichen Zeitung lesen. Thema: „Altfreising im Bild“.
Gottlieb Schwemmer war bekennender Nationalsozialist. Nachdem der langjährige Freisinger Bürgermeister Stephan Bierner zum Rücktritt gezwungen worden war, bestimmten die Nationalsozialisten Schwemmer im März 1933 zum neuen Bürgermeister. Aufgrund einer Versetzung zum Landbauamt Ansbach Anfang Juli 1933 musste er das Amt des Bürgermeisters nach etwa zwei Monaten wieder abgeben. Die Gründe hierfür sind unklar.
In dem Buch Nürnberg. Das Bild einer politischen Stadt von 1937 äußerte sich Schwemmer dezidiert antisemitisch. Der Leiter des Landbauamts Ansbach blieb nach der Entnazifizierung nach Kriegsende im Amt. So verantwortete er u. a. den Wiederaufbau der zerstörten Kirche St. Bartholomäus (Nürnberg-Wöhrd). Die Pläne für den Bau der Markuskirche in Erlangen wurden ebenfalls von Schwemmer erstellt.
Schwemmer war auch ein bekannter Volkskundler und beschäftigte sich mit der Bauernhausforschung. So veröffentlichte er eine 1934 eine Fränkische Baufibel und war aktiv beim Institut für Volkskunde der Kommission für Bayerische Landesgeschichte bei der Bayerischen Akademie der Wissenschaften.

## Schriften
- Gottlieb Schwemmer: Fränkische Baufibel. Frankenverl. Sommer & Schorr, Feuchtwangen 1934
- Gottlieb Schwemmer: Nürnberg. Das Bild einer politischen Stadt. Ludwig Voggenreiter, Potsdam 1937.
- Hans Kreutzer, Gottlieb Schwemmer: Tausend Jahre Roßtal. Festschrift zur Tausendjahrfeier, Roßtal 1955.
- Gottlieb Schwemmer: Problematik und Aufgabe des christlichen Kirchenbaues. Katzmann Tübingen 1964. (veröffentlicht aus dem Nachlass)